# Chirixalus simus
Chirixalus simus là một loài ếch trong họ Rhacophoridae. Chúng được tìm thấy ở Bangladesh, Ấn Độ, và có thể cả Bhutan. Among other places, it has been recorded from Rajpur in the South 24 Parganas district and in the Darrang district of Assam.
Các môi trường sống tự nhiên của chúng là các khu rừng khô nhiệt đới hoặc cận nhiệt đới, vùng đất ẩm có cây bụi nhiệt đới hoặc cận nhiệt đới, và đầm nước ngọt có nước theo mùa.
Nó được tìm thấy ở Rajpur in phía nam 24 Parganas district and in the Darrang district of Assam.